# Château (quartier)
Pour les articles homonymes, voir Château (homonymie).
Château est un quartier de la ville de Villeneuve-d'Ascq dans le département du Nord.

## Dénomination
Le quartier doit son nom au Château de Flers qui y est installé.

## Géographie

### Relief, géologie
Le quartier est construit sur un terrain argileux en pente douce.

### Délimitations
Le quartier est délimité par le boulevard du Breucq à l'est, l'avenue du Pont-de-Bois au sud, la rue Jules Guesde au nord, et à l'ouest par la rue de Fives, la rue Alexandre Detroy, le chemin du Change, la rue Charles le Bon, la rue de la Chevalerie et l'avenue Champollion.

## Histoire
Autrefois, le territoire du quartier faisait partie de la commune de Flers.
On a retrouvé sur ce terrain des traces d'une villa gallo romaine.
En 1972, les lacs du Château et des Espagnols sont creusés.
En 1975, le quartier commence à se construire.
Le 29 mai 1976 est inauguré le Stadium Nord.
Fin 1978, la construction du quartier se termine. Les derniers travaux auront lieu en 1982.

## Urbanisme
On trouve dans le quartier un habitat individuel expérimental, avec des maisons à patio de la SEDAF en bordure du lac des Espagnols, faites par l'architecte Jean-Pierre Watel,. Cet habitat individuel expérimental a été primé de la médaille d’argent européenne .
Le quartier du Château abrite également un habitat intermédiaire aux formes originales et quelques HLM.

## Sites remarquables
La principale attraction est le Château de Flers, château flamand du XVIIe siècle, qui abrite l'office de tourisme de Villeneuve-d'Ascq et un musée. Il se trouve également dans le quartier les lacs du Château et des Espagnols, le parc urbain tout proche, les « gouttes d’eau » (sculpture d'art moderne) de l’école Chopin et le chemin du Chat Botté.

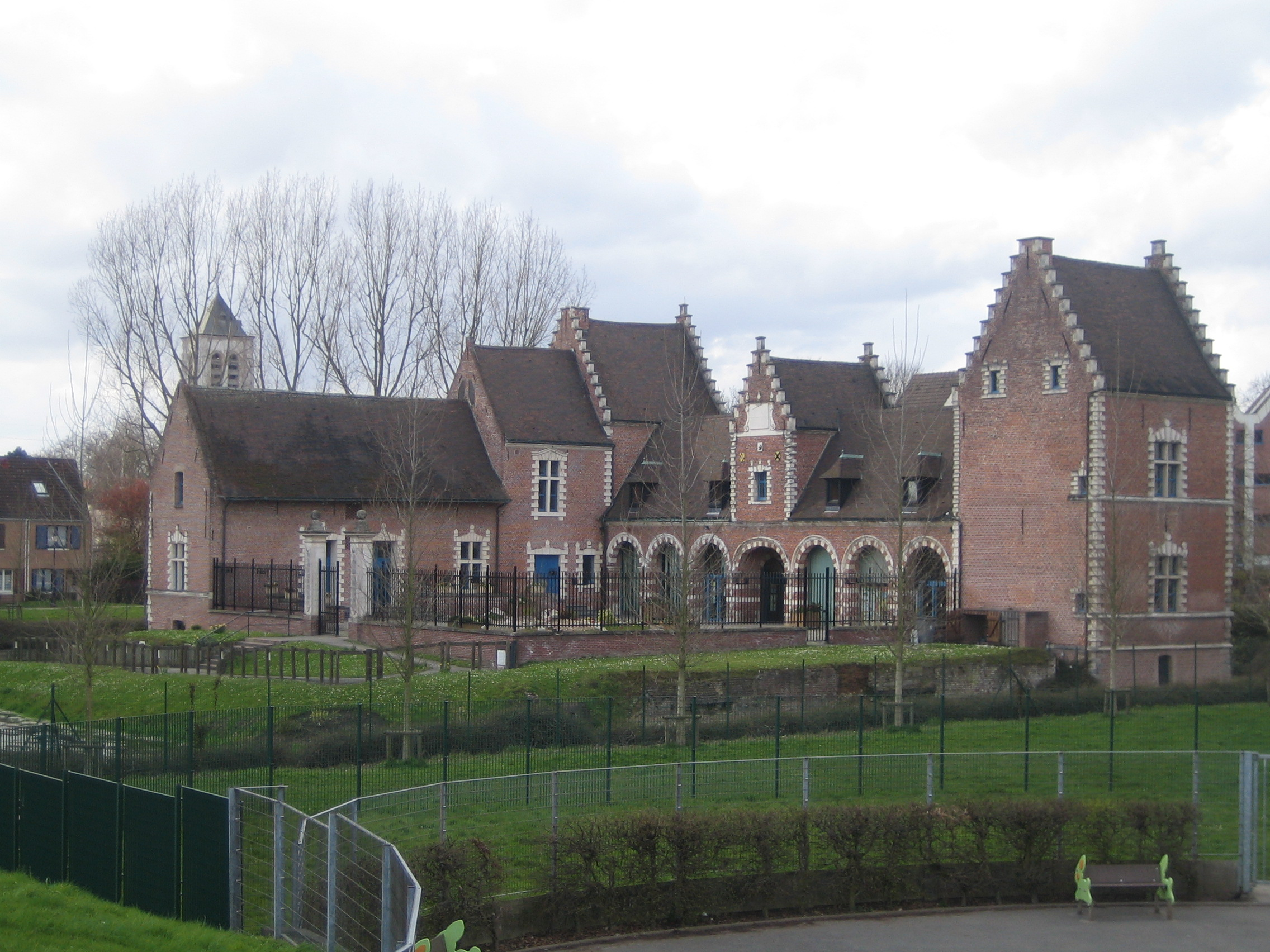
Château de Flers vu de dos
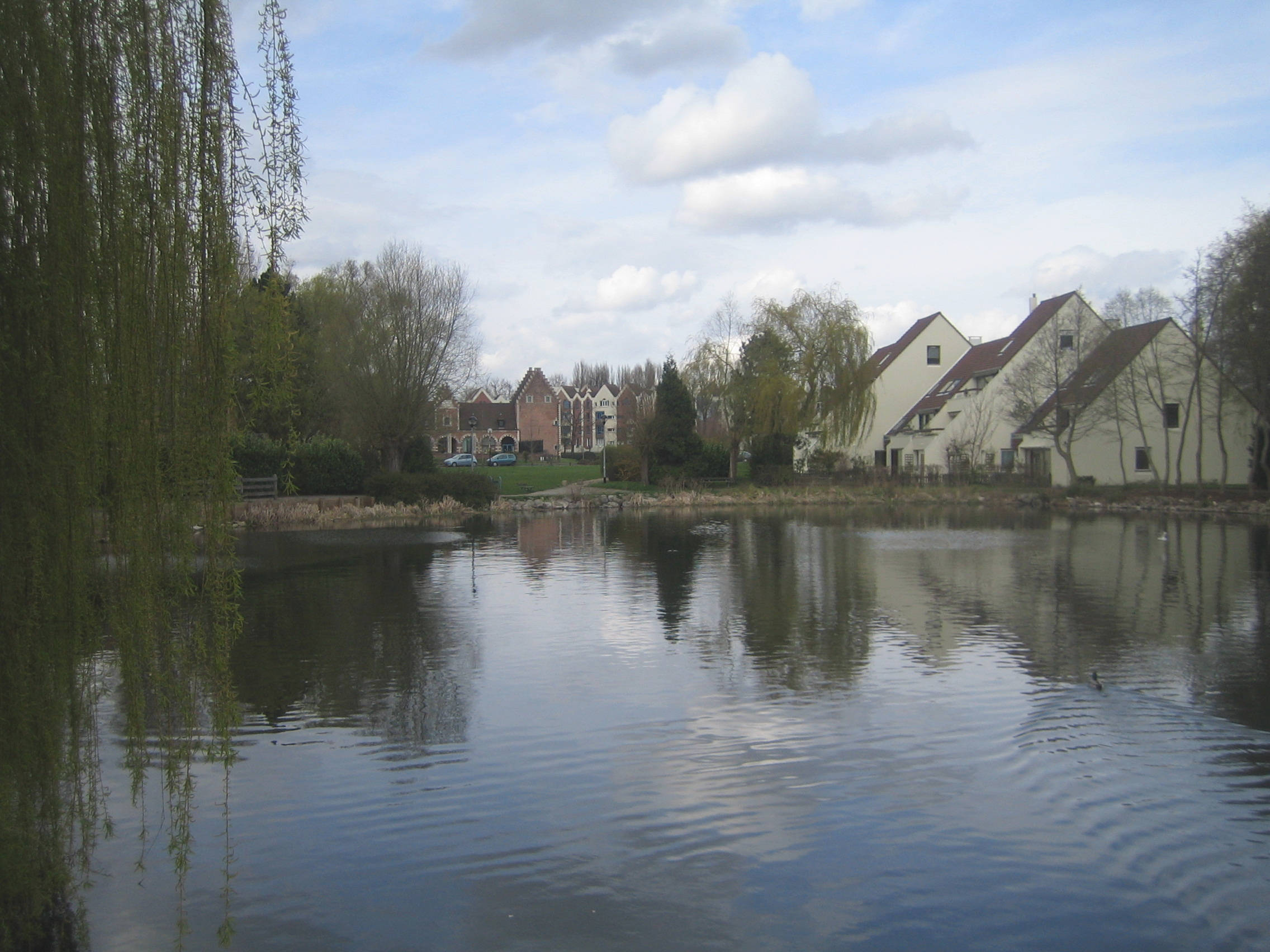
Le lac du Château
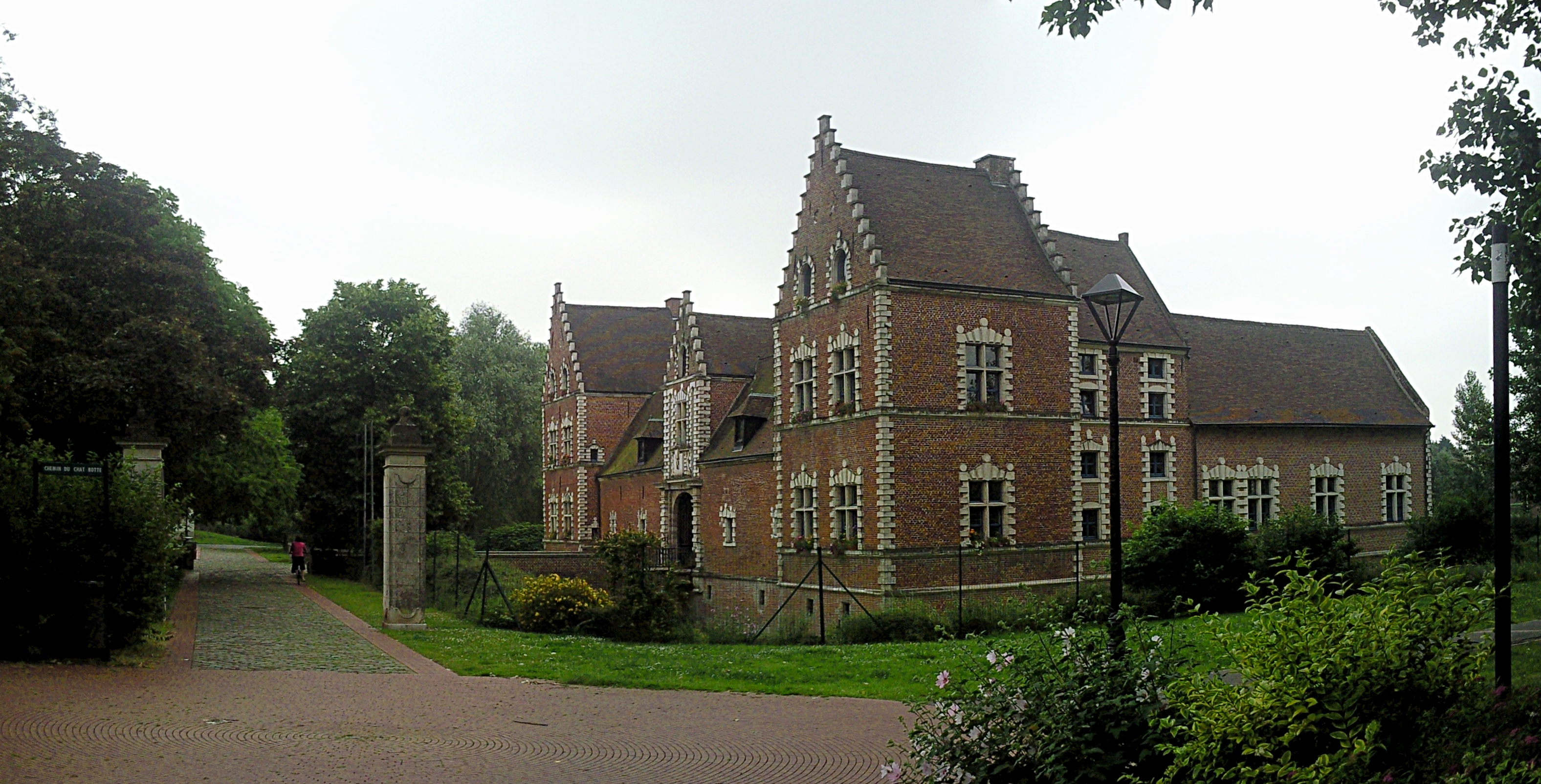
Château de Flers

## Sport

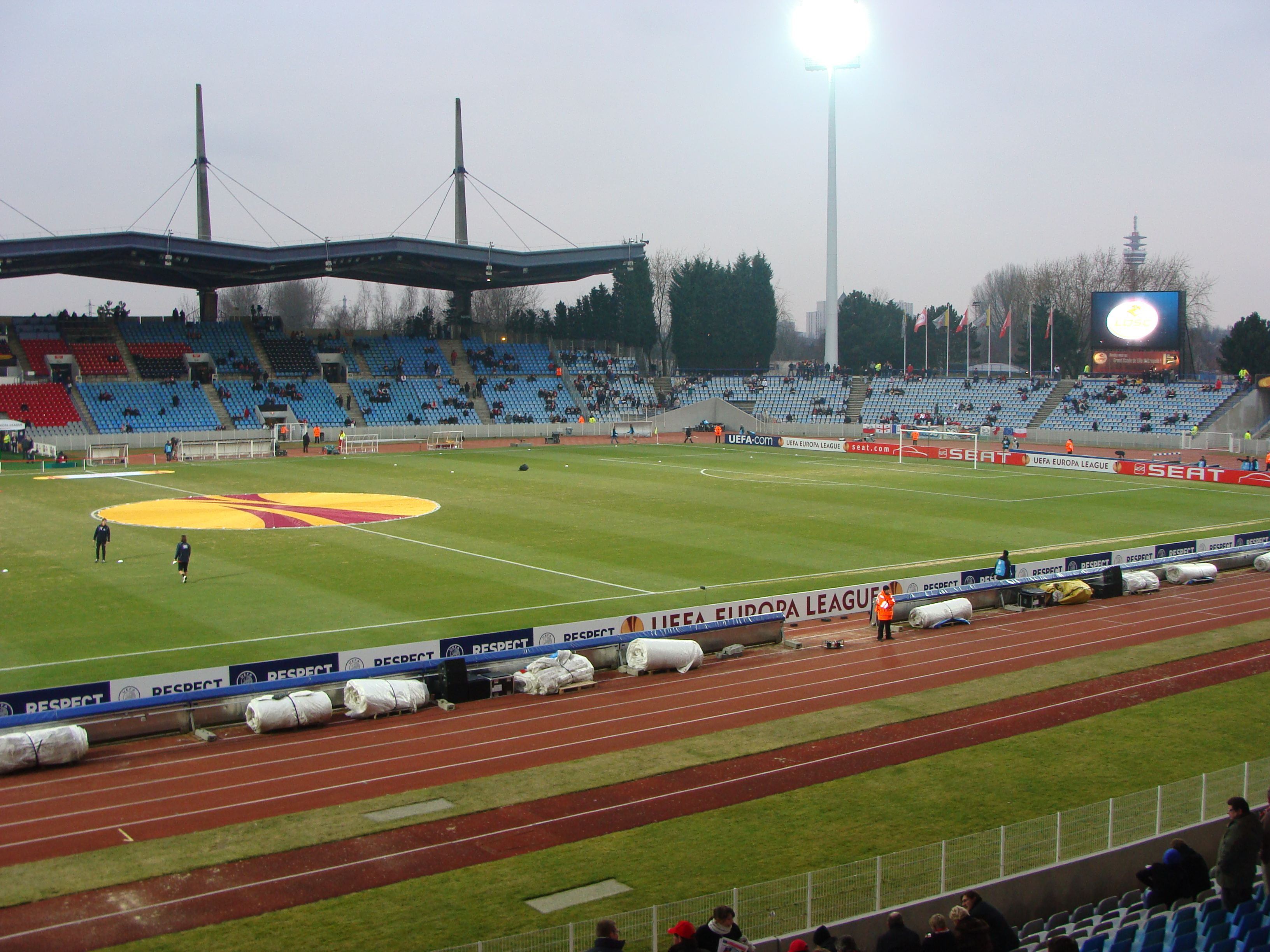
Stadium Nord.

Le quartier abrite le Stadium Nord Lille Métropole, un des principaux stade de la métropole lilloise, qui sert occasionnellement de salle de concert.

## Transport
- Le quartier est desservi par Ilévia par les lignes de bus suivantes : 13, 32, L6 (2020).